# NGC 4514
NGC 4514 est une vaste galaxie spirale relativement éloignée et située dans la constellation de la Chevelure de Bérénice. NGC 4514 a été découverte par l'astronome germano-britannique William Herschel en 1785.

## Caractéristiques
La classe de luminosité de NGC 4514 est II-III et elle présente une large raie HI. C'est aussi une galaxie à sursaut de formation d'étoiles.

### Distance
Sa vitesse par rapport au fond diffus cosmologique est de 8 359 ± 20 km/s, ce qui correspond à une distance de Hubble de 123,3 ± 8,6 Mpc (∼402 millions d'al).
À ce jour, une mesure non basée sur le décalage vers le rouge (redshift) donne une distance d'environ 139,000 Mpc (∼453 millions d'al). Cette valeur est à l'extérieur des valeurs de la distance de Hubble. Notons que c'est avec la valeur moyenne des mesures indépendantes, lorsqu'elles existent, que la base de données NASA/IPAC calcule le diamètre d'une galaxie et qu'en conséquence le diamètre de NGC 4514 pourrait être d'environ 46,6 kpc (∼152 000 al) si on utilisait la distance de Hubble pour le calculer.